# WideStudio
WideStudio/MWT はクロスプラットフォームのGUIのアプリケーションソフトウェアを構築するための統合開発環境である。平林俊一が開発した。MWT (Multi-platfom Widget Toolkit)とよばれる複数の異なるプラットフォームで動作するライブラリを使用しているため、WideStudio/MWT で作成したソフトウェアは異なるプラットフォーム間でソースコード互換性を有する。WideStudio/MWTはオープンソースのソフトウェアとして公開され、MITライセンスの下、個人的・商用的利用も可能となっている。

## MWTの対応プラットフォーム
- Windows 2000、XP、Vista
- Windows CE
- Linux
- FreeBSD
- uCLinuxベースのOS（X11 不使用）
- Mac OS X
- T-Engine
- Zaurus（Emblix Linux X11 不使用）
- ITRON
- Solaris

## 特長
WideStudio/MWTは WideStudio Application Builder (wsbuilder) と呼ばれるオリジナルの統合開発環境を持つが、オープンソースの統合開発環境であるEclipseをベースとした Native Application Builder (NAB) と呼ばれる開発環境も存在する。WideStudioによるアプリケーションソフトウェア開発で使用可能なプログラミング言語は、C、C++の他に、Java、Perl、Ruby、Python、Objective CAML がある。C/C++言語を使ってアプリケーションソフトウェアを作成した場合、そのソフトウェアを再コンパイルすることにより、異なる他のプラットフォームにおいてもネイティブコードで動作させることが可能である。

## 使用可能なプログラミング言語
- C
- C++
- Java
- Ruby
- Perl
- Python
- Objective CAML